# Lambda Tauri

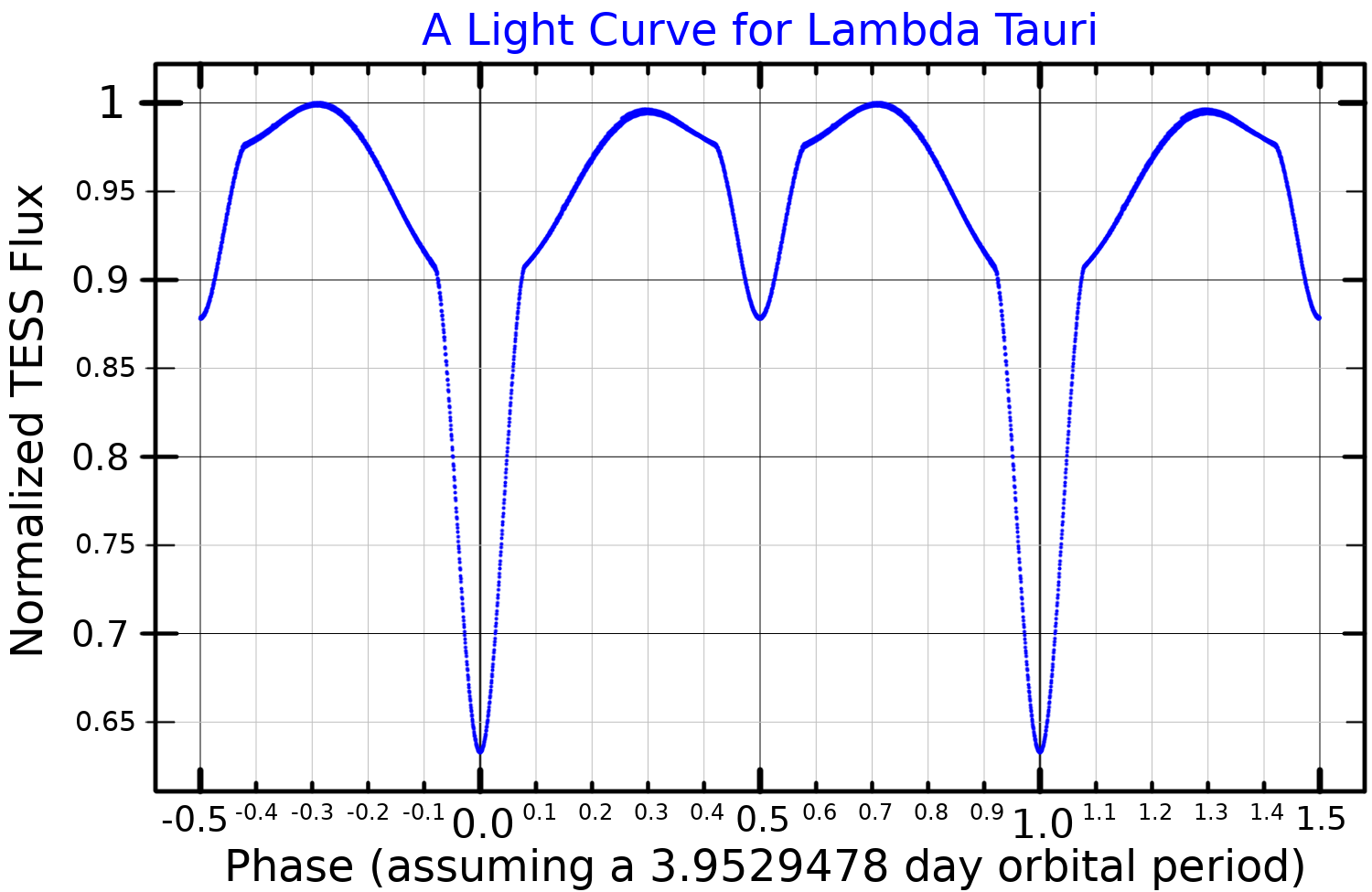
Lichtkromme van Lambda Tauri

Lambda Tauri is een drievoudig stelsel in het sterrenbeeld Stier. De twee sterren uit het stersysteem hebben de benaming Lambda Tauri A, Lambda Tauri B.